# يوم الإثنين (مسرحية)
يوم الإثنين هي مسرحية تمثلها امرأة واحدة على المسرح كتبتها وأدتها الممثلة والكاتبة المسرحية جلوريا إيداهوتا ويليامز وأخرجها إيلي جوزيف. تم إنتاج المسرحية تحت إشراف شركة ألسنة الحرية المسرحية. وتم تطويرها كجزء من مجموعة الكتّاب الصغار في مسرح رويال كورت. وتم عرض المسرحية لأول مرة يوم الاثنين في أربعة مهرجانات مسرحية دولية مثل مدينة نيويورك ولندن وإدنبرة وتم ترشيحها لجائزة ألفريد فاجون لعام 2009.

## الحبكة
تبدأ المسرحية صباح يوم الاثنين وتستعد الشخصية الرئيسية للمسرحية، نينا، للمدرسة. تبلغ نينا 18 عامًا من العمر، تستعد للدراسة في الجامعة وتطاردها تجربة سابقة. نينا بحاجة ماسة لحماية أختها الصغرى من نفس المصير حيث أنه نرى كيف يؤثر هذا الحدث من طفولتها على علاقتها مع جميع أفراد عائلتها، وأقرانها في المدرسة، وثقتها المهزوزة بنفسها. وتصور المسرحية سلسلة مزعجة من الأحداث التي تضر العالم وتدمره في نهاية المطاف لما يبدو للآخرين أنها عائلة جامايكية نموذجية من شمال لندن دائما ما تذهب إلى الكنيسة. ولا تثير المسرحية بأسلوب كتابتها الشاعري والإيقاعي المشاعر الفردية ورحلات الشخصيات فقط، ولكن أيضًا «كلام» شمال لندن المحدد للعالم الذي تعيش فيه الشخصيات.

### استجابة النقاد
عرضت المسرحية لأول مرة في مهرجان لوست ون آكت السنوي الخامس والعشرين في لندن وحصل على جائزة «أفضل إنتاج شامل» من قبل الناقد والقاضي جيريمي كينغستون من صحيفة ذا تايمز. حضرها رئيس وزراء نيويورك في مسرح مانهاتن ريبيرتوري كجزء من مهرجان المسرحية المدهشة في نيويورك وحازت غلوريا ويليامز على جائزة «أفضل ممثلة». تم اختيارها من بين 800 تقديم من جميع أنحاء العالم فكان عرضها الثاني في نيويورك في مهرجان صموئيل فرينش اوف برودواي ون اكت بلاي في مسرح بيتر جاي شارب بيتر جاي شارب.
تمت معاينة المسرحية في مسرح 503 قبل عرضها بأربعة أسابيع في مهرجان إدنبرغ الدولي وحصل على 5 نجوم من أهم نقاد المسرح. دليل المسرح البريطاني الذي كتب، «جلوريا ويليامز نجمة في طور الإعداد... تتمتع» يوم الإثنين" بكل مميزات أفضل الدراما، بينما تستخدم لغة إبداعية ومُقافية بذكاء طوال الوقت." كتبت صحيفة ذا سكوتس مان، «أداء ويليامز مروع ومذهل بنفس القدر ويصيب المنزل الخوف والعجز لمراهقة تعرضت لسوء المعاملة محاصرة ظاهريا خلف واجهة حياتها الطبيعية».
على الرغم من عدم إعداد القائمة المختصرة، إلا أن أداء ويليامز تم اعطاؤه جوائز.
تم ترشيح  مسرحية يوم الاثنين لجائزة اوجينكا ميريت للتميز في العام التالي.